# Бржозовский, Раймунд
Раймунд Бржозовский (пол. Rajmund Brzozowski; 7 декабря 1763, Великое княжество Литовское — 23 августа 1848, Масса-Лубренсе, Кампания) — польский католический деятель, иезуит, учёный, филолог и писатель.

## Биография
Родился 7 декабря 1763 года в Белоруссии. В 1780 году в Полоцке вступил в иезуитский орден. В 1791 году он был рукоположен в священники, а 2 февраля 1798 года принял последний постриг. Шесть лет проработал преподавателем в низших классах иезуитского училища, три года преподавал философию и математику и восемь лет — теологию, в которой он был специалистом. Проповедовал также в Могилёве, Орше и Витебске. В течение двух лет Бржозовский был секретарём (канцлером) конференции полоцкой римско-католической духовной академии, а затем в течение трёх (1817—1820) лет был её ректором.
Руководил иезуитской коллегией вплоть до её упразднения в 1820 году. После изгнания иезуитов из Российской империи переехал в Рим. Бржозовский был ассистентом польских иезуитов при генералах иезуитского ордена Фаддее Бржозовском и Луиджи (Алоизие) Фортисе. После смерти Фортиса на генеральной конференции вместо Бржозовского был избран ксендз Алоизий Ляндес. Из-за расстроенного здоровья врачи послали его в Неаполь, где и умер 23 августа 1842 года.
Около 1820 года произведения Бржозовского помещались в «Полоцком Ежемесячнике» («Miesięcznik Połocki»); кроме того, он издал анонимно: «Uwagi krytyczne nad artykułami w Gazecie francuskiej, pod dniem 22 kwietnia 1839; z włoskiego przełozone». Бржозовский обработал в рукописи пятитомный «Словарь знаменитых польских писателей» («Słownik sławnych pisarzy polskich»), но это сочинение не было напечатано. Фрагмент этого словаря (от A до E) хранится в Ватиканской библиотеке.